# ナミビアの音楽
ナミビアの音楽（ナミビアのおんがく、Music of Namibia）には、ポップ、ロック、レゲエ、ジャズ、ハウス、ヒップホップだけでなく、多くの民族音楽が含まれている。
Sanlam-NBC Music Awards とNamibian Music Awardsは、それぞれ12月2日と5月6日のショーで年次賞を授与する2つの別個の機関である。 Namibia Society of Composers and Authors of Music (NASCAM)は、ナミビア音楽の国内外への普及を支援してきた。
ナミビアの音楽産業は未発達のままであり、主要なレコード・レーベルや流通インフラは存在しない。経済的に実行可能なナミビアの音楽製品を生産することに重点が置かれていないことと、効果的なマーケティングおよび流通構造が欠如していることは、地元の音楽産業の発展を本質的に妨げている2つの要因である。国のオンライン音楽小売業者であるDONLUは、ストリーミング サービスを提供している。

## 民族音楽
伝統的なナミビアのダンスは、結婚式などのイベントや、カプリビ・アート・フェスティバルなどの伝統的なフェスティバルで行われる。民族音楽には、物語や踊りが伴う。ナマの人々はさまざまな弦、フルート、ドラムを使用し、バントゥーの人々は木琴、ひょうたん、ホルン トランペットを使用する。
- ヘレロ族のオヴィリチェは、コンサートとして広く知られている。へレロ語は、オヴィリチェ音楽の第一言語である。 オヴィリチェは、カレケ・ヘングヴァがカカゾナ・カヴァリ、メイシー・ヘングヴァ、オームズル・ピーターセンなどと一緒に、キーボード要素を導入したときに、現代のオヴィリチェ・ミュージックのパイオニアとして人気を博した。キーボードが導入される前はボーカルのみで演奏していた。カレケの前に、マトゥアラリ・カークンガやベラ・カゾンゴミンジャのような人々がオヴィリチェのジャンルを発展させた。 [1]今日、カレケ・ヘングヴァはオヴィリチェ音楽への貢献が認められ、現代オヴィリチェ音楽博士の称号を与えられた。 ヘングヴァを引き継いでこの音楽を人気にした他のグループは、ヒット曲「カオンデカ」でオカカララ地域のザ・ワイルド・ドッグス、オマヘケ地域のオカゼラであり、サン語を話すメンバー、バレット・ヤ・カオコをベースにした最初のグループである。クネネ地域のオプウォでは、トゥポンダ、カチャ、ミレニアム、カレケ、そして英国を拠点とするオヴィリチェの女王カカゾナ・ウア・カバリが存在する。

- 一般にダマラ・パンチとして知られるダンス・ミュージックのジャンルであるマーガイサは、スタンリー、オーバセン、ディクソン、ダマラ・ディクディングによって演奏される。 プフラデュウェはマーガイサの王様として知られており、このジャンルの音楽を生み出し、ラファエルやペール、プル、ルビー・リオなどが後を追っている。 [2]マーガイサ界には毎年多くの女性歌手が参入している。 [3]このジャンルはダマラの伝統音楽から派生したもので、主にケケゴワブで歌われる。

- オシワンボ語族の伝統的な舞踊音楽であるシャンボは、「シャンボ・シャカンボデ」-「音楽」に由来する。 90年代後半、ヨバ・ヴァロンボラは、フォーク・ギタリストのクウェラ、カンウェ・キーニャラ、ボエティ・サイモン、レキシントン、メメ・ナンギリ・ナ・シマによって広く普及した既存のオシワンボ音楽をブレンドした。その後、セトソンとマイティ・ドレッド・バンドがこれらと他のナミビアのスタイルを組み合わせ、これがシャンボ・シャカンボデ音楽の誕生であった。ヨバは、ドミナント・ギター、リズム・ギター、パーカッション、重厚な「しゃべる」ベースラインでシャンボをベースにしている。テーマは、愛から戦争、歴史までさまざまである。若いナミビアのミュージシャンが、ハウス・ミュージックとクワイトのブレンドに裏打ちされたサンプル・トラックを寄稿した。著名なシャンボ・ミュージシャンには、ツナクル、アマ・ダズ・フロール、テイト・クウェラ、ゴスペル・ミュージシャンでもあるDナフなどが存在する。クウィクはシャンボとクワッサクワッサをミックスしたジャンル。このジャンルは、タテ・ブチと彼の妹のジャニスが、曲「Kwiku」でファイゼイMCと共に人気を博した。 レホボス・バスターやカラードを含むほとんどのナミビア人が聴いている。 2005年には、ナミビアの作曲家および音楽作家協会(NASCAM) によって、ナミビアの民族音楽ジャンルの1つとして認められた。毎年恒例のサンラム-NBCミュージック・アワードでも、2005年の受賞ジャンルの1つとして取り上げられた。他のクウィク・アーティストには、トリオPDK、オラビ、キラーB、カストロ、ファイゼルMC、ツナクル、故イェテ・デ・ウェットが含まれまる。

- アフリカーンス音楽もナミビアで人気がある。主にヨーロッパの民族音楽の影響を受けたアフリカーンス音楽。ナミビアでは、白人コミュニティの間でより人気がある。ステファン・ルディックは、最も成功したアフリカーンス語のミュージシャンである。

## ポピュラー音楽
ナミビアで人気のある音楽スタイルには、ヒップホップ、 R&B 、ソウル、レゲエ、アフロ・ポップ、ハウス、クワイトなどがある。ナミビアの独立時、ジャクソン・カウジュアとラス・シーハマはナミビアで最も優れたパフォーマーであった。 カウジュアは1970年代から演奏を続けており、ナミビアの伝統的なジャンルとアフロ・ポップ/ゴスペル・サウンドを組み合わせて演奏した。シーハマは、レゲエの伝説であるボブ・マーリーとラッキー・デューべの足跡をたどって、レゲエを演奏する。シーハマは、ジャマイカ、キューバ、イギリス、スイス、チェコ共和国で演奏した。他の初期のナミビアのミュージシャンには、1996年から1998年にかけてヒット・シングル「Don't Look Back (Siwelewele)」で人気を博したピープルズ・チョイスと呼ばれるセツワナ・バンド、マトンゴ・ファミリーと呼ばれるクワイトのトリオ、ボリ・モートセン、Xプロードのメンバー (ジャイシー・ジェイムス、リゼル・スワーツ&クリスティ、ノマズ・ワーナー)、オシワンボ先住民ラッパーのシコロロ、 R&Bターン・プロデューサーのビッグ・ベン。ビッグ・ベンは、ライブ・ショーでのアフロ ポップとフュージョンを通じて、最終的に最も尊敬されるアーティストになった。実際、彼はすべてのショーを生バンドで演奏する数少ない人物の1人であり、多くの人がまだバック・トラックで演奏している。ステファン・ルディック、ザ・ドッグ、ギャザ、ギャル・レヴェル、EES、レディ・メイ、サニー・ボーイ、ビッグ・ベンなどのナミビアのスターは、大陸の有名人になっただけでなく、勤勉な夢の追跡者のグループであるプラカ・ギャングにもなった。

### レゲエ/ダンスホール/アフロビート
ナミビアのレゲエ・プラットフォームは、1994年から演奏しているラス・シーハマ、ペツ、ンガツ、マイティー・ドレッズ、EESなどのアーティストを輩出している。80年代初頭、ウィ・カルチャーと呼ばれるバンドがカトゥーラで結成され、これがナミビア初のレゲエ・バンドとなった。同じくカトゥーラに拠点を置くルーツ・レヴェルスと呼ばれる別のバンドが続いた。ナミビアの独立が起こり、亡命していたナミビア人のほとんどがナミビアに戻り、ヤング・ドレッズのようなバンドは後にマイティー、ドレッズ、ラス・シーハマ、ロス・アマデウス、オミディ・ド・アフリク、シェム・イェツ、オーガナイズド・クライム、40シーヴズと改名された。これらのバンドのほとんどは衰退するか、1つになり、後にナミビアの若いレゲエミュージシャンのグループが登場した。マイティー・ドレッズのメンバーのほとんどは脱退し、フォーミュラを結成するか、ソロのキャリアに従事した。ダンスホール、ラガ、ダブが人気を博し、ンガツ(マイティー・ドレッズのメンバー)、ドレン，アイアン・ルーツ，ラス・カセラ、テン・ドレッズなどの歌手が、ラガ・ダンスホールの新しいフュージョンを考え出した。EESはナミビアの R&B、ヒップホップ、クワイトのジャンルでも尊敬されている。ブジュ・バントゥアン(別名カッジョコ)、故ラ・チョックス、カーマスートラは最年少のレゲエ・アーティストの1人である。著名なクワイト・アーティストのガザは、 キラーBだけでなくこのジャンルにも関わっている。

### ロックミュージック
ロックンロールは、ナミビアの白人コミュニティによって広く愛好されている。ダイ・ヴォーゲルは、ナミビアで最も傑出したロックンロール・バンドの1つです。バンドは、1970年代にドイツ語を話すナミビア人の間で成功を収めた。ステファン・ルディックは、番組の最初のシーズンに参加したナミビア初のビッグ・ブラザー ・アフリカであった。今日、彼は成功したロックン・ロールとポップ・ミュージシャンおよび俳優である。彼の音楽は、ナミビアと南アフリカの白人コミュニティの間で人気がある。ナミビア出身の2人の若いデュオ「G3」は、2005年にヒット・シングル「オルパンドゥ」で成功を収めた。国内で最も活動期間の長いロック・バンドの1つにベッドロック(The Band In The Sand) が存在する。1994年にオラニェムンドで結成されたこのバンドは、何年もかけて4枚のオリジナル・アルバムをリリースしてきた。リカヴァリー（2001）、ソー・ウェア・ザ・パーティ（2003）、シンプリシティ（2008）、デザートロック（2010）。彼らは自分たちのサウンドを、1970年代のロック、ブルース、ポップ、フォークの折衷的なスタイルであるデザート・ロックと表現している。彼らの作品の特徴は、彼らの作品のほとんどを支えている微妙なユーモアである。彼らのデビュー・アルバムのオープニング・ソング、「ロックンロール」は、2003年の南アフリカのトップ30ソングの1つとして、南アフリカのロック・ダイジェストによって投票された。また、ラジオで再生された最初の曲でもあった。何年にもわたって多くの人事異動があったにもかかわらず、バンドは繁栄を続けており、オラニェムンドとその周辺で定期的にギグを行っている。

### タウンシップ・ディスコ / バブルガム
バブルガム・マパンチュラ・アフロ・ポップとしてよく知られているこのリズムは、故ブレンダ・ファシーとビッグ・デューズ、チコ・トワラ、ダン・ヌコシ、エボニー、ヴォルケーノのリチャード・マクバレ、スプラッシュのダン・ツァンダ、イヴォンヌ・チャカ・チャカ、ウモジャのアレック・オムカリなどのレジェンドをもたらした。ガブコズはまた、ナミビアではスペッコ、スコーピオン，オーシャン・ガールズ、ミスター・ジウティ、レインドロップス、ソニック・ウィットネス、ザ・カップルズ、ライト・チョイス、マネロ、ピープル・チョイス・バンド、エリック・マフア、リルア・ムランジなどの音楽でよく知られている。タウンシップ鍵盤楽器の原曲のシンセサウンドに大きな関心を寄せたスキリパッドをはじめ、多くの新進気鋭アーティストを輩出し、このジャンルに多大な貢献をしてきたのがチッコレラ・プロダクションのチッコである。

### ナミビアのヒップホップ
ジェリコ・ガワナブ(Jericho Gawanab、1980年5月21日生まれ) は、複数の賞を受賞したナミビアのラッパー、ソングライター、起業家である。彼は、国内で最も成功したヒップホップアーティストと見なされている。彼はナミビアの年間音楽賞(2011) で誰もが欲しがるベスト男性アーティストを獲得し、ヒップホップ・アーティストとしては初めて受賞した。自身のレコード・レーベルであるゲットー チャイルドを設立した後、彼はデビュースタジオ・アルバム、『Check Who's Back』 (2006) のリリースで名声を博した。ジェリコとして知られているガワナブは、次のようなスタジオアルバムをリリースすることで成功を続けた。『ストリート・フェイム』(2010)、『レット・ミー・ビー・ミー』(2014) は、南アフリカのメジャーなラッパー、キャスパー・ニョヴェストと伝説のヒップホップ・パンツラをフィーチャーしている。続いて、『ザ・ウォール・オブ・ジェリコ』 (2016) と『ザ・リカバリー』 (2020)、と続けて成功した。
ヒップホップの音楽と文化は、ナミビアの若者、特にアメリカのアーティスト、2パック（トゥパック・アマル・シャクール)、ノトーリアスBIG 、ナズ、ジェイZ 、スヌープ・ドッグ、ドクター・ドレー、エミネムが影響を与えている。
初期のナミビアのヒップホップ・アーティストには、ダンジョン・ファミリーと呼ばれるグループが含まれており、これは新たに再結成されたグループ、ザ・カラハリアンと人気の女の子デュオ、ガル・レベルで構成されていた。他のアーティストには、ナクニ・ヘイター、グルド・グリル、 オムパフ、ブラック・ヴァルカナイト 、マクレイが含まれる。 
ナミビアのヒップホップは、クワイトと人気を競う。

### R&B、ポップ、アフロ・ポップ
R&Bは 1990年代からナミビアで人気を博している。ナミビアのR&B歌手は、アフロ・ポップでこのジャンルに影響を与えてきた。彼らのほとんどは、ポップ/アフロ・ポップと R&Bをミックスして演奏している。アフロ・ポップはアフリカン・スタイルのウェスター・ポップである。ナミビアのR&B/ポップ・ジャンルは、アフリカン・ボーイ、サリー・ボス・マダム、クリスティ ノーマス ワーナー、ワーナー クリスティ(彼女の詩を歌詞の基礎として使用している) とレディ・メイのソロ歌手、アフリカン・ボーイの有名なデュオ、ガル・レベルを生み出した。テ・キーラ、ジュエルズ、サリー・ボス・マダムは、ナミビアで最も有望なR&B/ポップ・シンガーの1人である。ロジャーやナスティなどの男性アーティストも人気があり、ニーヨ、マリオ、クリス・ブラウンの影響を受けている。ジョシー・ジョスとビッグ・ベンは、ナミビアの初期の歌手の1人である。ビッグ・ベンは、2001年の最初のリリース以来、このジャンルで最も一貫性を保っている。

### クワイト

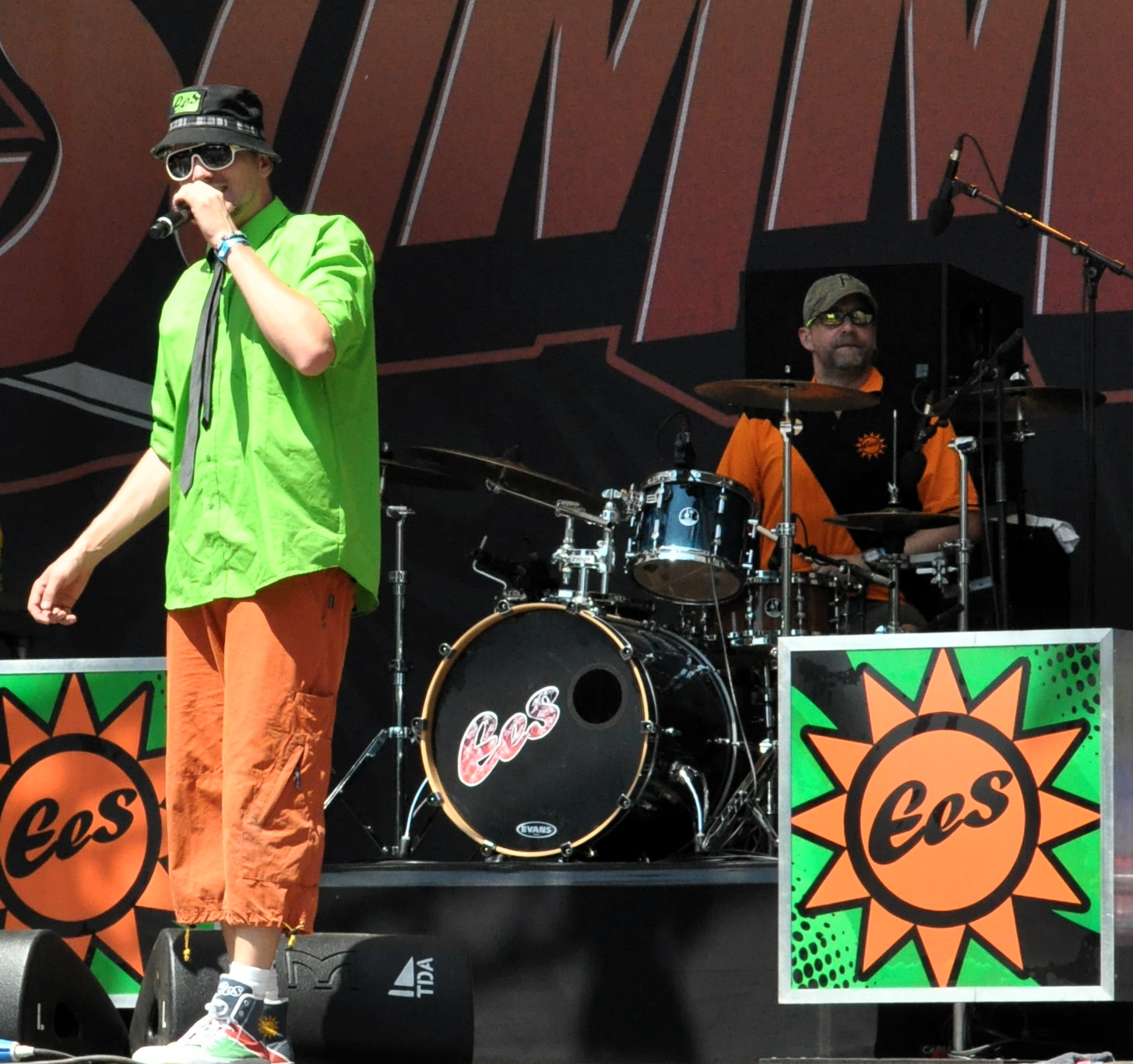
クワイトを演じるEES

クワイトのジャンルは、ナミビアで最も人気があり成功している音楽ジャンルである。ナミビア最大の音楽産業であり、若者に大きく支持されている唯一の産業であると考えられている。これは、多くのアーティストが自営業を強化し、それで生計を立てることを期待して音楽業界に参入するため、社会経済的問題によるものである。ナミビアのクワイトは強化され、南アフリカのクワイトスタイルの影響を直接受けている。しかし、何年にもわたって、ナミビアは別の種類のクワイトを導入したため、南アフリカの伝統とは少し異なる。違いは制作にある。ナミビアのプロデューサーは、パーティー指向の音楽に焦点を当てている。
ナミビアのクワイト・アーティストには、ザ・ドッグ、ガザ、サニー・ボーイ、クォンジャ、トレ・ヴァン・ダイ・カシー、オンパフが含まれる。 ザ・ドッグのデビュー アルバム『Shimaliw' Osatana』は、ナミビアのアーティストによってナミビアでリリースされた最初のクワイト・アルバムであった。

### ハウスミュージック

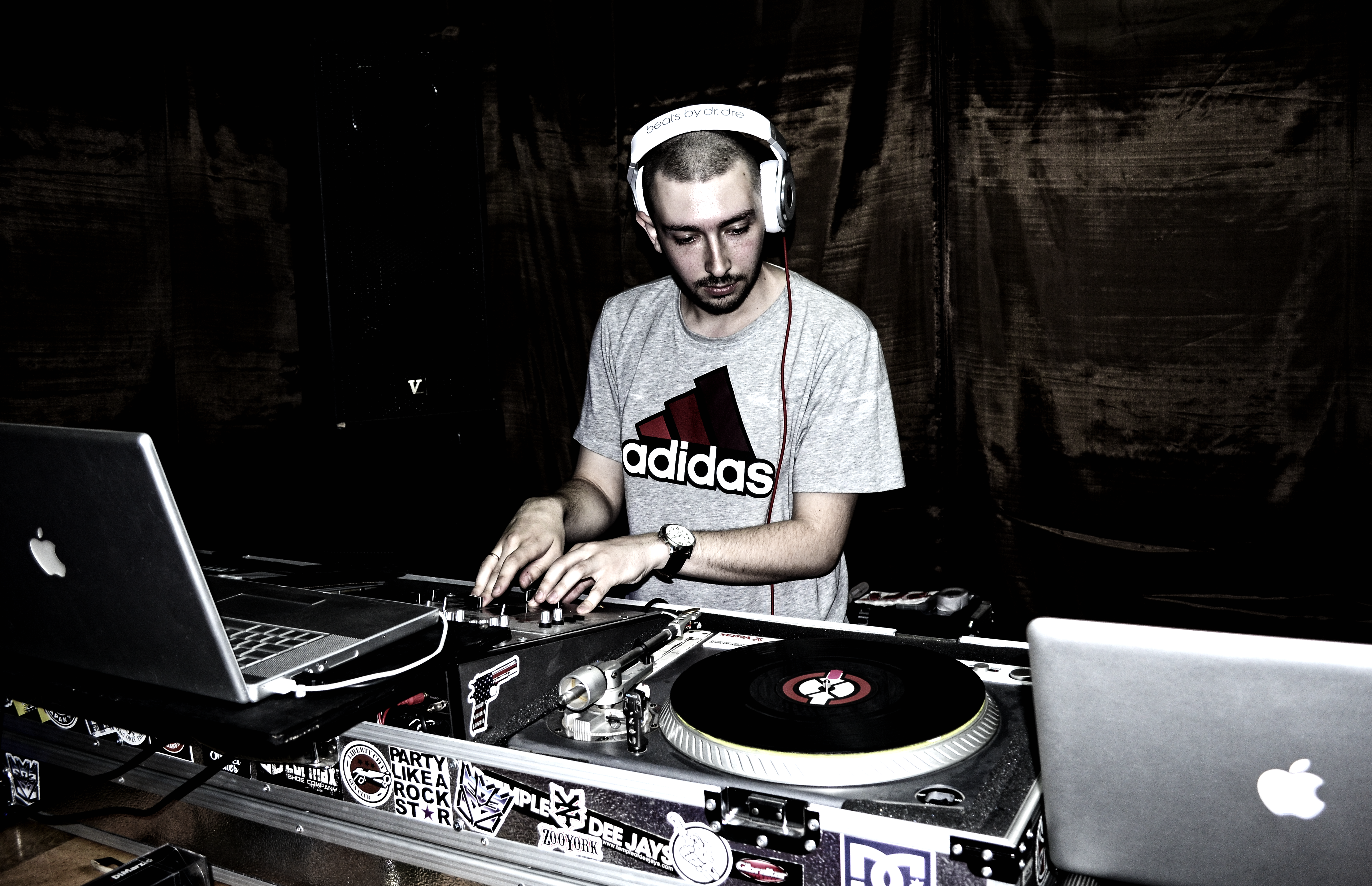
ナミビア人DJ (DJ Basoff)

ハウス・ミュージックは、アフリカ、特に南アフリカのレイブで演奏される。アフリカン・ハウスは、アフリカの伝統的なメロディーに基づいている。細いメロディーとシンセサイザーによる動きの速いビートが特徴である。ヴォーカルを伴うこともある。

### ヘヴィメタル
1990年代後半以降、アルカナ XXII、サブミッション、デラシオン・オブ・グランダーなどのアーティストがナミビアでヘヴィメタルを演奏している。 2007年には、CfD (アメリカ)、サブミッション(ナミビア)、ヴルスト(ボツワナ)、ネブリナ(アンゴラ)、デラシオン・オブ・グランダー(ナミビア) などのバンドによる最初のナミビア・フェスティバルが開催され、2008年と2009年には、次のようなアーティストを含む2つのエディションが開催された。 レイディ・アックス(南アフリカ)、ジャッジメント(南アフリカ)、アズレール(南アフリカ)。 

### 電子音楽
90年代後半、元マイティ・ドレッドのシンガー（ベンガとして知られるヨバ・ヴァロンボラ）でベーシスト兼ギタリストだった彼が、大きな影響力と変化への熱意を持ってドイツから帰国し、ビッグ・ラット・コミュニケーションと呼ばれる独立したレーベルを立ち上げた。これは、トリップホップ、ドラムンベース、ダブステップ、ドラムステップに至るまで、ナミビア初の電子音楽を制作するというアイデアによって促進された。ナミビアでの電子音楽の不人気により、ヨバはベンガという名前でヨーロッパとアメリカでのみ彼の音楽をリリースした。ベンガがリリースした電子音楽のほとんどは、レゲエ、シャンボ、ブルース、ロックの初期の実験に基づいている。ヨバは西部に戻り、6年後に再びナミビアに戻り、他のナミビア人に影響を与えた。トーマス・スワーツ、タブセン、ジョアズなどの既存の実験的アーティストがグループを結成しようとしたが、時間と義務のために何もうまくいかなかった。ヨバは現在もドイツを拠点にエレクトロニック・アーティストとして活動しており、カナダや南アメリカなど、ヨーロッパで他のナミビア人アーティストと共演している。

## レコードレーベル
注目すべきナミビアのレコード レーベルは次のとおりです。
- ムシャショ・プロダクションズ
- ガザ・ミュージック・プロダクションズ
- ヤジザエンターテイメント